# Salah Shehade
Salah Mustafa Muhammad Shehade (ó Shehadeh) (en árabe: صلاح مصطفى محمد شحادة) (n. Gaza, 24 de febrero de 1953 - m. 22 de julio de 2002) fue un militante palestino, líder de las brigadas de Izz ad-Din al-Qassam, sección militar de Hamás, hasta su asesinato por Israel en 2002.
Miembro de Hamás desde su creación en 1987, Shehade se convirtió rápidamente en uno de los miembros más influyentes de la organización, siendo arrestado varias veces por Israel y por la Autoridad Nacional Palestina. Después de la muerte de Yahya Ayyash en 1996, Shahade se convirtió en líder de la organización compartiendo la responsabilidad con Mohammed Deif y Adnan al-Ghoul.[cita requerida]
Durante la intifada de Al-Aqsa, Israel le acusó de planear varios ataques contra soldados y civiles israelíes en la Franja de Gaza y en territorio israelí. Además manifestó que Shehade estaba implicado en la fabricación de cohetes Qassam, disparados contra poblaciones israelíes; otras armas artesanales, así como tráfico de material militar en la Franja de Gaza.
El 22 de julio de 2002, las Fuerzas de Defensa Israelíes atacaron el edificio en donde Shehade residía utilizando una bomba lanzada por un F-16 sobre una zona densamente poblada de la Ciudad de Gaza. 15 personas resultaron muertas por el bombardeo, incluyendo Shehade, su esposa y sus 9 hijos. Otras 50 personas requirieron atención médica como consecuencia del ataque.
El ataque fue condenado por otros países de Oriente Medio, Europa occidental y Estados Unidos. Inicialmente Ariel Sharón, ministro de defensa en 2002, se felicitó por "uno de nuestros mejores éxitos", pero luego comentó a Yediot Ahronot que "de haber sabido el resultado, hubiese aplazado el asesinato".

## Responsabilidades legales del ataque
En diciembre de 2005, Center for Constitutional Rights (organización sin ánimo de lucro con sede en Nueva York) presentó una acción popular acusando en exclusiva a Avraham Dichter, comandante de la operación, como responsable único. Refiriéndose sólo al asesinato de Shehade, la demanda alega que Dichter "desarrolló, aplicó y generalizó la práctica de los asesinatos selectivos". Citando la muerte de más de 300 líderes palestinos y la muerte o daño a cientos de personas inocentes, la demanda afirma que el asesinato es ilegal según el derecho internacional. En 2007, tras una petición de la organización Yesh Gvul, la Fiscalía del Estado de Israel anunció que se llevaría a cabo una comisión de investigación independiente sobre el bombardeo que causó la muerte a 14 personas inocentes.
En enero de 2009 el juez Fernando Andreu, de la Audiencia Nacional de España, aceptó una querella presentada por varios familiares de las víctimas contra varios altos cargos del gobierno y ejército israelí, incluido Ariel Sharon, por posibles crímenes contra la humanidad. Finalmente el 30 de junio de 2009, y tras una decisión del Congreso de los Diputados que limitaba la jurisdicción universal de la justicia española, la Audiencia Nacional archivó el caso. Los demandantes recurrieron en 2010 al Tribunal Constitucional.